# Penguen
Penguen (prononcé [pɛngwɛn], en turc : Le Pingouin) est un hebdomadaire humoristique turc fondé le 25 septembre 2002.
Le journal subit de multiples attaques envers ses dessinateurs : mars 2005, mai 2012, mars 2015
Il ferme en mai 2017.